# Clube de Regatas do Flamengo
Clube de Regatas do Flamengo là một câu lạc bộ bóng đá Brasil có trụ sở ở Rio de Janeiro. Câu lạc bộ này chơi ở giải Campeonato Brasileiro Série A, giải đấu quốc gia của Brasil, và là một trong năm câu lạc bộ đã chưa bao giờ bị chuyển xuống hạng hai, cùng với Santos, São Paulo, Internacional và Cruzeiro.
Câu lạc bộ được thành lập vào năm 1885, mặc dù không thi đấu trận chính thức đầu tiên của mình cho đến năm 1912. Flamengo là một trong những câu lạc bộ thành công nhất trong nền bóng đá Brasil, đã giành được 6 giải Campeonato Brasileiro Série A và 3 giải Copa do Brasil. Do sức chứa thấp, sân vận động nhà của CLB Flamengo Gávea, hiếm khi được sử dụng, câu lạc bộ này chơi ở sân chính quyền bang Maracana, sân vận động bóng đá lớn nhất ở Brasil.
Flamengo là đội bóng có lượng người hâm mộ lớn nhất ở Brasil, với hơn 39,1 triệu người ủng hộ thời điểm năm 2010, và được FIFA bình chọn là một trong những câu lạc bộ bóng đá thành công nhất của thế kỷ 20. Đây cũng là câu lạc bộ giàu nhất Brasil với doanh số năm 2012 là 213 triệu real Brasil.

## Cầu thủ

### Đội hình hiện tại
Tính đến 19 tháng 6 năm 2023
Ghi chú: Quốc kỳ chỉ đội tuyển quốc gia được xác định rõ trong điều lệ tư cách FIFA. Các cầu thủ có thể giữ hơn một quốc tịch ngoài FIFA.
| Số | VT | Quốc gia | Cầu thủ                                      |
| -- | -- | -------- | -------------------------------------------- |
| 1  | TM | Brasil   | Santos                                       |
| 2  | HV | Uruguay  | Guillermo Varela (cho mượn từ Dynamo Moscow) |
| 3  | HV | Brasil   | Rodrigo Caio                                 |
| 4  | HV | Brasil   | Léo Pereira                                  |
| 5  | TV | Chile    | Erick Pulgar                                 |
| 6  | HV | Brasil   | Ayrton Lucas                                 |
| 7  | TV | Brasil   | Éverton Ribeiro                              |
| 8  | TV | Brasil   | Thiago Maia                                  |
| 9  | TĐ | Brasil   | Pedro                                        |
| 10 | TĐ | Brasil   | Gabriel Barbosa                              |
| 11 | TĐ | Brasil   | Everton                                      |
| 14 | TV | Uruguay  | Giorgian de Arrascaeta                       |
| 15 | HV | Brasil   | Fabrício Bruno                               |
| 16 | HV | Brasil   | Filipe Luís                                  |

| Số | VT | Quốc gia | Cầu thủ        |
| -- | -- | -------- | -------------- |
| 20 | TV | Brasil   | Gerson         |
| 23 | HV | Brasil   | David Luiz     |
| 25 | TM | Brasil   | Matheus Cunha  |
| 27 | TĐ | Brasil   | Bruno Henrique |
| 29 | TV | Brasil   | Victor Hugo    |
| 30 | HV | Brasil   | Pablo          |
| 32 | TV | Chile    | Arturo Vidal   |
| 33 | HV | Brasil   | Cleiton        |
| 34 | HV | Brasil   | Matheuzinho    |
| 38 | TĐ | Brasil   | André Luiz     |
| 42 | TV | Brasil   | Matheus França |
| 43 | HV | Brasil   | Wesley França  |
| 45 | TM | Brasil   | Hugo Souza     |